# Nati nel 1909/Giugno
| Questa pagina contiene informazioni ricavate automaticamente dalle voci biografiche con l'ausilio del template Bio e di un bot. L'aggiornamento è periodico e automatico e ricostruisce completamente la pagina. Se manca una persona in questa lista, sei pregato di non aggiungerla, ma accertati piuttosto che la sua voce biografica contenga il template Bio e che i dati anagrafici siano correttamente compilati. Se il template Bio manca, inseriscilo tu stesso o, in alternativa, metti l'avviso {{tmp\|Bio}} che ne segnala la mancanza. Se i dati riportati sono sbagliati, correggi direttamente la voce biografica; le modifiche saranno visibili in questa lista entro pochi giorni. Per chiarimenti vedi il progetto biografie. La lista contiene solo le 125 persone che sono citate nell'enciclopedia e per le quali è stato implementato correttamente il template Bio. Pagina aggiornata al 10 ago 2025. |

- 1º giugno - Dr. Dahesh, scrittore, poeta e filosofo libanese († 1984)
- 1º giugno - Enrico Engel, calciatore italiano
- 1º giugno - Szymon Goldberg, violinista e direttore d'orchestra statunitense († 1993)
- 2 giugno - Rudolf Brandt, avvocato, militare e criminale di guerra tedesco († 1948)
- 2 giugno - Jim Crockett, imprenditore statunitense († 1973)
- 2 giugno - Elmar Grin, scrittore e poeta russo († 1999)
- 2 giugno - Giovanni Balilla Magistri, pittore italiano († 1972)
- 2 giugno - Runor Sandström, pallanuotista svedese († 1985)
- 2 giugno - Takayoshi Yoshioka, velocista giapponese († 1984)
- 3 giugno - Domenico Arcudi, politico italiano († 1985)
- 3 giugno - Emma Cesarskaja, attrice sovietica († 1990)
- 3 giugno - Ernst Eduard vom Rath, diplomatico tedesco († 1938)
- 4 giugno - Leif Eriksen, calciatore norvegese († 1970)
- 4 giugno - Marcelino Gavilán, cavaliere spagnolo († 1999)
- 4 giugno - Eino Luukkanen, aviatore finlandese († 1964)
- 4 giugno - Dar'ja Vasil'evna Olsuf'eva, scrittrice russa († 1963)
- 4 giugno - Mathilde Weber, medico tedesco († 1996)
- 5 giugno - Edgard Beiner, calciatore svizzero († 1992)
- 5 giugno - Marion Crawford, educatrice britannica († 1988)
- 5 giugno - Augusto De Cobelli, partigiano italiano († 1945)
- 5 giugno - Henry Levin, regista statunitense († 1980)
- 6 giugno - Mario Badiani, calciatore italiano
- 6 giugno - Isaiah Berlin, filosofo, politologo e diplomatico lettone († 1997)
- 6 giugno - Andrejs Krisons, cestista e calciatore lettone († 1945)
- 6 giugno - Juan Pedevilla, calciatore argentino († 2005)
- 6 giugno - Edgar Shearer, calciatore inglese († 1999)
- 7 giugno - Virginia Apgar, pediatra statunitense († 1974)
- 7 giugno - William Dupree, bobbista statunitense († 1955)
- 7 giugno - Johannes Feiner, presbitero e teologo svizzero († 1985)
- 7 giugno - Roberto Gavaldón, regista e sceneggiatore messicano († 1986)
- 7 giugno - Peter Wallace Rodino Jr., politico e avvocato statunitense († 2005)
- 7 giugno - Marion Martin, attrice statunitense († 1985)
- 7 giugno - Jessica Tandy, attrice teatrale e attrice cinematografica britannica († 1994)
- 8 giugno - Robert Carson, attore canadese († 1979)
- 8 giugno - Michele Leone, wrestler italiano († 1988)
- 8 giugno - José Minella, calciatore e allenatore di calcio argentino († 1981)
- 8 giugno - Georg Konrad Morgen, magistrato e militare tedesco († 1982)
- 9 giugno - Manolo Caracol, cantante e attore spagnolo († 1973)
- 9 giugno - Venerando Correnti, antropologo italiano († 1991)
- 9 giugno - Tokizō Ichihashi, calciatore giapponese
- 9 giugno - Melitón Manzanas, poliziotto spagnolo († 1968)
- 9 giugno - Oreste Marini, pittore e critico d'arte italiano († 1992)
- 9 giugno - Ernesto Massi, geografo e politico italiano († 1997)
- 10 giugno - Gregorio Blasco, calciatore spagnolo († 1983)
- 10 giugno - Ivan Gošnjak, generale e politico jugoslavo († 1980)
- 10 giugno - Gaetano Parente, V principe di Castel Viscardo, nobile italiano († 1976)
- 10 giugno - Hideo Sakai, calciatore giapponese († 1996)
- 10 giugno - Paolo Santarcangeli, poeta, scrittore e saggista italiano († 1995)
- 11 giugno - Harry Gerstad, montatore statunitense († 2002)
- 12 giugno - Archie Bleyer, arrangiatore, direttore d'orchestra e compositore statunitense († 1989)
- 12 giugno - Giulio Campastro, ciclista su strada italiano († 1940)
- 12 giugno - Pál Dunay, schermidore ungherese († 1993)
- 12 giugno - Václav Hruška, calciatore cecoslovacco
- 13 giugno - Luigi Brambilla, architetto italiano († 1977)
- 13 giugno - Antonio Floro Frondosa, arcivescovo cattolico filippino († 1993)
- 14 giugno - Gord Aitchison, cestista canadese († 1990)
- 14 giugno - Olle Bexell, multiplista svedese († 2003)
- 14 giugno - Burl Ives, cantautore e attore statunitense († 1995)
- 15 giugno - Joe De Santis, attore statunitense († 1989)
- 15 giugno - Françoise Mézières, fisioterapista francese († 1991)
- 15 giugno - Carlo Pirzio Biroli, militare e partigiano italiano († 1943)
- 15 giugno - Zhang Ruifang, attrice cinese († 2012)
- 16 giugno - Aurelian Bilgeri, missionario e vescovo cattolico tedesco († 1973)
- 16 giugno - Pierre Birot, geografo francese († 1984)
- 16 giugno - Willi Boskovsky, violinista e direttore d'orchestra austriaco († 1991)
- 16 giugno - Ifor Fielding, calciatore inglese († 1997)
- 16 giugno - Werner Naumann, funzionario e politico tedesco († 1982)
- 16 giugno - Sidney Salkow, regista, sceneggiatore e drammaturgo statunitense († 2000)
- 17 giugno - Ettore D'Amore, militare italiano († 1959)
- 17 giugno - Leslie Palmer, pallanuotista britannico († 1997)
- 17 giugno - Régine Pernoud, storica francese († 1998)
- 17 giugno - Ralph E. Winters, montatore canadese († 2004)
- 19 giugno - Osamu Dazai, scrittore giapponese († 1948)
- 19 giugno - Robert Défossé, calciatore francese († 1973)
- 19 giugno - Rūdolfs Jurciņš, cestista lettone († 1948)
- 19 giugno - Henryka Łazowertówna, poetessa e scrittrice polacca († 1942)
- 20 giugno - Errol Flynn, attore statunitense († 1959)
- 20 giugno - Niccolò Giani, giornalista e filosofo italiano († 1941)
- 21 giugno - Gino Bellotti, calciatore italiano
- 21 giugno - Remo Bertoni, ciclista su strada italiano († 1973)
- 21 giugno - André Vandeweyer, calciatore e allenatore di calcio belga († 1992)
- 22 giugno - Beatrice di Borbone-Spagna, nobile spagnola († 2002)
- 22 giugno - Katherine Dunham, ballerina, coreografa e antropologa statunitense († 2006)
- 22 giugno - Heinrich Graf von Lehndorff-Steinort, militare tedesco († 1944)
- 22 giugno - Armando Grottini, regista italiano († 2001)
- 22 giugno - Giuseppe Lazzati, storico e politico italiano († 1986)
- 22 giugno - Richard Oehm, calciatore tedesco († 1975)
- 22 giugno - Mike Todd, produttore cinematografico e produttore teatrale statunitense († 1958)
- 22 giugno - Antonio Vizzotto, aviatore italiano († 1956)
- 22 giugno - Marcel Vuilleumier, cestista svizzero
- 23 giugno - Roberto Battaglia, schermidore italiano († 1965)
- 23 giugno - Fausto Catani, educatore italiano († 1978)
- 23 giugno - Guy Fau, scrittore francese († 2000)
- 23 giugno - Valentin Feldman, filosofo francese († 1942)
- 23 giugno - Liselotte Herrmann, antifascista tedesca († 1938)
- 23 giugno - Leo Hurwitz, regista statunitense († 1991)
- 23 giugno - Li Xiannian, politico cinese († 1992)
- 23 giugno - Arne Riberg, calciatore norvegese († 1982)
- 23 giugno - Georges Rouquier, regista, attore e sceneggiatore francese († 1989)
- 24 giugno - Attilio Banfi, calciatore italiano († 1989)
- 24 giugno - Pietro Bianchi, critico cinematografico, critico letterario e giornalista italiano († 1976)
- 24 giugno - Franz Böheim, attore austriaco († 1963)
- 24 giugno - Giovanni Felisati, partigiano italiano († 1944)
- 24 giugno - Tatiana Menotti, soprano italiano († 2001)
- 24 giugno - Eros Pellini, scultore italiano († 1993)
- 25 giugno - Arnold Badjou, calciatore belga († 1994)
- 25 giugno - Pippo Oriani, pittore italiano († 1972)
- 25 giugno - Giovanni Padoan, antifascista e partigiano italiano († 2007)
- 26 giugno - Helmuth Dörner, militare tedesco († 1945)
- 26 giugno - Colonnello Tom Parker, manager e impresario teatrale olandese († 1997)
- 26 giugno - Wolfgang Reitherman, animatore, regista e produttore cinematografico tedesco († 1985)
- 27 giugno - Giuseppe Ballerio, calciatore italiano († 1999)
- 27 giugno - Arthur Clay Cope, chimico statunitense († 1966)
- 27 giugno - Alessandro Dal Prato, pittore e incisore italiano († 2002)
- 27 giugno - Eduard Deisenhofer, generale tedesco († 1945)
- 27 giugno - Guido Gambone, ceramista italiano († 1969)
- 27 giugno - Ferruccio Valeriani, calciatore italiano
- 28 giugno - Eric Ambler, scrittore e sceneggiatore britannico († 1998)
- 28 giugno - Walter Audisio, partigiano e politico italiano († 1973)
- 28 giugno - Jack Kid Berg, pugile britannico († 1991)
- 28 giugno - Luigi Milano, militare e partigiano italiano († 1951)
- 28 giugno - Christophe Soglo, politico beninese († 1983)
- 29 giugno - Tito Carnacini, giurista italiano († 1983)
- 29 giugno - Leo Pestelli, scrittore, linguista e critico cinematografico italiano († 1976)
- 30 giugno - Juan Bosch, politico, scrittore e saggista dominicano († 2001)